# Семиозёрье (Забайкальский район)
Семиозёрье — посёлок в Забайкальском районе Забайкальского края. Входит в состав сельского поселения «Красновеликанское».

## География
Посёлок находится на расстоянии 13 км к юго-западу от посёлка Красный Великан, центра сельского поселения, и 73 км к северо-западу от посёлка городского типа Забайкальск, административного центра района.

### Часовой пояс
Посёлок Семиозёрье, как и весь Забайкальский край, находится в часовой зоне МСК+6. Смещение применяемого времени относительно UTC составляет +9:00.

## История
Основан в 1936 году. В 1966 году указом Президиума Верховного Совета РСФСР посёлок фермы №1 совхоза «Красный великан» переименован в Семиозёрье.

## Население
| 2010 | 2021 |
| ---- | ---- |
| 45   | ↘15  |